# Bandera de Hibaika
La Bandera de Hibaika (Hibaikako Ikurriña en euskera) fue una competición de remo, de la especialidad de traineras que tuvo lugar en la Bahía de Pasajes (Guipúzcoa) entre los años 2007 y 2012.

## Historia
Las regatas se disputaron en la Ría de Pasajes entre los años 2007 y 2012 y formaron parte del grupo 2 de la Liga ARC, categoría en la que bogó la trainera Hibaika, organizadora de la prueba, ya que la Liga ARC exige a los clubes que participan en dicha competición la organización de al menos una regata.
La boya de salida y meta se situó entre Pasajes de San Pedro y el puerto de la Piedad, (Pasajes de San Juan) y la baliza exterior una vez pasada la punta Arando Aundi con lo que la regata discurrió por la bocana de entrada al puerto de Pasajes. Las pruebas se realizaron por el sistema de contrarreloj, a cuatro largos y tres ciabogas con un recorrido de 3 millas náuticas que equivalen a 5556 metros.
A partir de la temporada 2013, esta regata fue sustituida por la Bandera de Rentería también organizada por el Club de Remo Hibaika.

## Historial
| Edición | Año  | Ganador                | Segundo     | Tercero       |
| ------- | ---- | ---------------------- | ----------- | ------------- |
| I       | 2007 | Castro B               | Portugalete | Arcote B      |
| II      | 2008 | Astillero              | Orio B      | Trintxerpe    |
| III     | 2009 | Deusto                 | Trintxerpe  | Guecho        |
| IV      | 2010 | Santoña                | Colindres   | Zumaya B      |
| V       | 2011 | Basturialdea-Elantxobe | Getaria     | Ondárroa      |
| VI      | 2012 | Trintxerpe             | Orio B      | Donostiarra B |

## Palmarés
| Victorias | Club                   | Años |
| --------- | ---------------------- | ---- |
| 1         | Castro                 | 2007 |
| 1         | Astillero              | 2008 |
| 1         | Deusto                 | 2009 |
| 1         | Santoña                | 2010 |
| 1         | Basturialdea-Elantxobe | 2011 |
| 1         | Trintxerpe             | 2012 |